# Notosacantha komiyai
Notosacantha komiyai is een keversoort uit de familie bladkevers (Chrysomelidae). De wetenschappelijke naam van de soort werd in 1996 gepubliceerd door Dabrowska & Borowiec.